# Wassili Pawlowitsch Makarow
Wassili Pawlowitsch Makarow, russisch Василий Павлович Макаров, ist ein ehemaliger sowjetischer Biathlet.
Wassili Makarow hatte sein erfolgreichstes Jahr 1965, als er an der Biathlon-Weltmeisterschaft in Elverum teilnahm. Im einzig ausgetragenen offiziellen Rennen, dem Einzel, wurde er 15. In der inoffiziellen Mannschaftswertung gewann Makarow an der Seite von Nikolai Pusanow und Wladimir Melanin hinter der Vertretung aus Norwegen und vor Polen die Silbermedaille. Einen ersten nationalen Erfolg hatte er bei den sowjetischen Meisterschaften 1961 als Vizemeister hinter Alexander Priwalow im Einzel.